# Patu digua
Patu digua es una especie de arañas pequeñas de la familia Symphytognathidae. Fue descubierta en Dagua, Valle del Cauca, Colombia.

## Descripción
Es considerada por algunos como la araña más pequeña conocida. La longitud de los machos es de 0,4 mm y de las hembras es de 0,6 mm.